# Josep Jufré

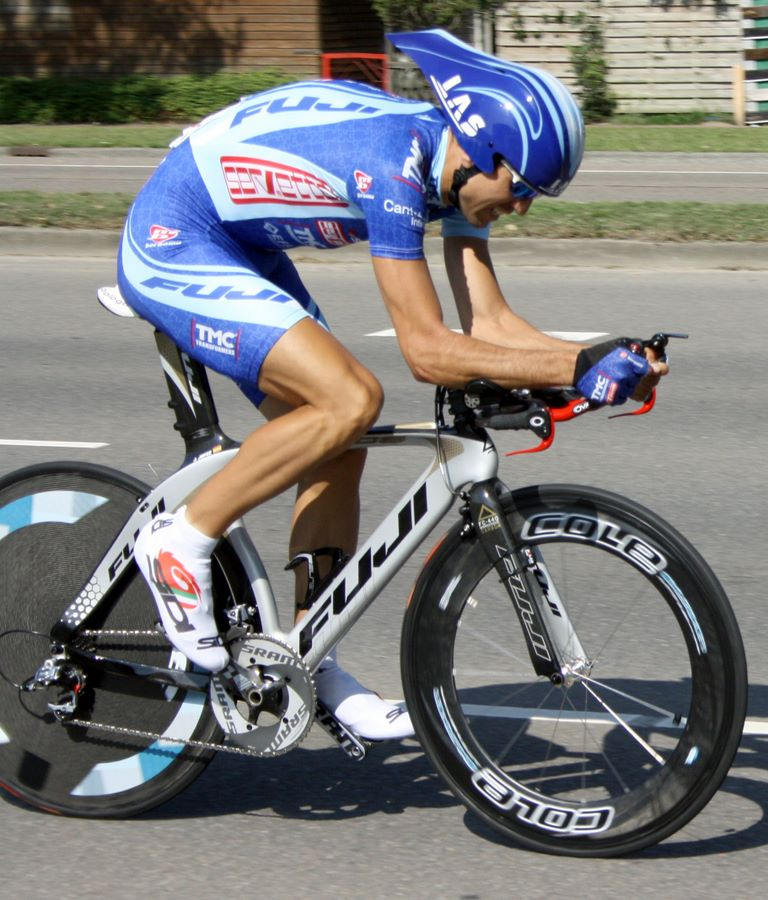
Josep Jufré im Trikot von Fuji-Servetto beim Prolog der Eneco Tour 2009

Josep Jufré Pou (* 5. August 1975 in Santa Eulàlia de Riuprimer, Katalonien) ist ein ehemaliger spanischer Radrennfahrer.

## Karriere
Josep Jufré begann seine Karriere 1996 bei Porcelana Santa Clara-Samara. Drei Jahre später wurde er Profi beim portugiesischen Radsportteam Boavista. Hier gewann er 2001 eine Etappe des GP do Minho. Im folgenden Jahr entschied er den Clasica a los Puertos de Guadarrama für sich. Daraufhin wechselte er zu der spanischen Mannschaft Relax-Fuenlabrada. Ab 2006 fuhr Jufré für das belgische ProTeam Davitamon-Lotto und war Helfer des Kapitäns Cadel Evans, mit dem er 2007 das Mannschaftszeitfahren der Settimana Internazionale gewinnen konnte.
Er bestritt und beendete mit der Tour de France, dem Giro d’Italia und der Vuelta a España alle drei „Grand Tours“. Er beendete die Italienrundfahrt vier und die Spanienrundfahrt fünfmal. Seine beste Platzierung war Rang 14 bei der Vuelta a España 2005
Am 16. Januar 2012 erklärte Jufré im Alter von 36 Jahren seine Karriere als Berufsradfahrer für beendet, da sein Vertrag bei Astana nicht verlängert wurde und er kein neues Team für die Saison 2012 gefunden hatte. Ein Grund dafür war die Schließung von zahlreichen Mannschaften wie zum Beispiel HTC-Highroad zum Ende des Jahres 2011, wodurch viele Fahrer auf dem Markt waren. Der Spanier verabschiedete sich in einem Brief von Medien und Fans.

## Erfolge
2001
- eine Etappe Grande Prémio do Minho

2002
- Clásica a los Puertos

## Grand-Tour-Platzierungen
| Grand Tour            | 2003 | 2004 | 2005 | 2006 | 2007 | 2008 | 2009 | 2010 | 2011 |
| --------------------- | ---- | ---- | ---- | ---- | ---- | ---- | ---- | ---- | ---- |
| Giro d’ItaliaGiro     | –    | –    | –    | 29   | 52   | –    | –    | 42   | 74   |
| Tour de FranceTour    | –    | –    | –    | –    | –    | DNF  | –    | –    | –    |
| Vuelta a EspañaVuelta | 20   | 62   | 14   | DNF  | DNF  | –    | –    | 24   | 57   |

## Teams
- 1996 Porcelana Santa Clara-Samara
- 1999 Recer-Boavista
- 2000 Boavista
- 2001 Carvalhelhos-Boavista
- 2002 Carvalhelhos-Boavista
- 2003 Colchon Relax-Fuenlabrada
- 2004 Relax-Bodysol
- 2005 Relax-Fuenlabrada
- 2006 Davitamon-Lotto
- 2007 Davitamon-Lotto
- 2008 Saunier Duval-Scott / Scott-American Beef
- 2009 Fuji-Servetto
- 2010 Astana
- 2011 Pro Team Astana